# Liste des souverains de Ceylan
Voici la liste des souverains de Ceylan.

## Remarques

### Sur les sources
Les sources principales de cette liste de rois proviennent de deux livres de la mythologie du Bouddhisme Theravada, le Mahavamsa et le Dipavamsa. Ces livres religieux ont souvent été remis en cause pendant la guerre civile, parce que les cingalais s'en servaient pour prouver leur présence sur l'île depuis l'antiquité; alors que les tamouls, d'une grande majorité de confession hindouïste, rejetait ces livres provenant d'une autre religion.
Aussi, ces livres présentent régulièrement des aberrations, comme dans le Mahavamsa :
- le premier roi du Sri Lanka, le Prince Vijaya, serait le petit-fils d'un lion. Néanmoins, les traces de l’existence du Roi Vijaya sont retranscrites dans les écrits de voyage du moine chinois Xuanzang, et des peintures représentant son couronnement ont été retrouvées dans les grottes d'Ajantâ en Inde ;
- l'armée de Vijaya a dû faire face à une armée d'esprits, les Yaksha.

### Sur la chronologie
La chronologie de la liste ci-dessous est basée sur le système traditionnel sri lankais, basé sur le Calendrier bouddhiste, celui-ci commence à partir de l'an 543 ou 544 av. J.-C.
De plus, ce calendrier étant luni-solaire, les mois durent 29 à 30 jours, ce qui revient à une année à 354 jours, en opposition avec les calendriers solaires contenant 365,25 jours. Pour corriger ce décalage, ce calendrier rajoute 11 jours tous les 57 ans, et 7 mois de 30 jours tous les 19 ans.
En raison de ces différences de calendrier, beaucoup de dates ne sont pas précises avant 1548, date où les évènements sont enregistrés et synchronisés par les colons du Ceylan portugais.

## Royaume de Tambapanni

### Dynastie Vijaya
- -543 à -505: Prince Vijaya (à Tambapanni)

## Royaume d'Upatissa Nuwara
- -505 à -504 : Upatissa (Premier ministre et Roi régent avant l'arrivée de l'héritier)

### Dynastie Vijaya
- -504 à -474: Panduvasudeva (à Vijitapura)
- -474 à -454: Abhaya
- -437 à -367: Pandukabhaya (à Anurâdhapura)

## Royaume d'Anuradhapura

### Dynastie Vijaya
- -367 à -307: Mutasiva
- -307 à -267: Devanampiya Tissa
- -267 à -257: Uttiya
- -257 à -247: Mahasiva
- -247 à -237: Suratissa

### Sena et Guttika
- -237 à -215 : Sena et Guttika (Rois tamouls)

### Dynastie Vijaya
- -215 à -205: Asela

### Elara
- -205 à -161: Elara (roi tamoul)

### Dynastie Vijaya
- -161 à -137: Dutugemunu
- -137 à -119: Saddha Tissa
- -119: Thulatthana
- -119 à -109: Lanja Tissa
- -109 à -104: Khallata Naga
- -104 à -103: Vattagamani Abhaya

### Les 5 Dravidiens
- -103 à -88: Les Pancha Dravida (Cinq rois Tamouls) (Pulahatta, Bahiya, Panyamara, Pilayamara et Dathika)

### Dynastie Vijaya
- -88 à -76: Vattagamani Abhaya (restauré)
- -76 à -62: Mahakuli Mahatissa
- -62 à -50: Chora Naga
- -50 à -47: Kuda Tissa
- -47: Siva I
- -47: Vatuka
- -47: Darubhatika Tissa
- -47: Niliya
- -47 à -42: Anula
- -42 à -20: Kutakanna Tissa
- -20 à -9: Bhatikabhaya Abhaya
- -9 à 21: Mahadathika Mahanaga
- 21-30: Amandagamani Abhaya
- 30-33: Kanirajanu Tissa
- 33-35: Chulabhaya
- 35: Sivali
- 38-44: Ilanaga
- 44-52: Chandamukha
- 52-60: Yassalalaka Tissa
- 60-66: Subharaja

### PremièreDynastie Lambakanna
- 66-110: Vasabha
- 110-113: Vankanasika Tissa
- 113-135: Gajabahu I
- 135-141: Mahallaka Naga
- 141-165: Bhatika Tissa
- 165-193: Kanittha Tissa
- 193-195: Cula Naga
- 195-196: Kuda Naga
- 196-215: Siri Naga I
- 215-237: Voharika Tissa
- 237-245: Abhaya Naga
- 245-247: Siri Naga II
- 247-248: Vijaya Kumara
- 248-252: Sangha Tissa I
- 252-254: Siri Sangha Bodhi I
- 254-267: Gothabhaya
- 267-277: Jettha Tissa I
- 277-304: Mahasena
- 304-332: Sirimeghavanna
- 332-341: Jettha Tissa II
- 341-370: Buddhadasa
- 370-410: Upatissa
- 410-428: Mahanama
- 428-429: Mittasena

### Les 6 Dravidiens
- 436-459: Les Shad Dravida (Six rois Tamouls) (Pandu, Parindu, Khudda Parinda, Tiritara, Dathiya, Pithiya)

### Dynastie Moriya
- 459-477: Dhatusena
- 477-491: Kassapa I
- 491-508: Moggallana I
- 508-516: Kumara Dhatusena
- 516-517: Kittisena
- 517: Siva II
- 517-518: Upatissa II
- 518-531: Silakala Ambosamanera
- 531: Dathappabhuti
- 531-551: Moggallana II
- 551-569: Kittisiri Meghavanna
- 569-571: Maha Naga
- 571-604: Aggabodhi I
- 604-614: Aggabodhi II
- 614: Sangha Tissa II
- 614-619: Moggallana III
- 619-629: Silameghavanna
- 628: Aggabodhi III
- 628-629: Jettha Tissa III
- 629-639: Aggabodhi III
- 639-650: Dathopa Tissa I
- 650-659: Kassapa II
- 659: Dappula I
- 659-667: Dathopa Tissa II
- 667-683: Aggabodhi IV
- 683-684: Unhanagara Hatthadatha

### SecondeDynastie Lambakanna
- 684-718: Manavanna
- 718-724: Aggabodhi V
- 724-730: Kassapa III
- 730-733: Mahinda I
- 733-773: Aggabodhi VI
- 772-777: Aggabodhi VII
- 777-797: Mahinda II
- 797-801: Udaya I
- 801-804: Mahinda III
- 804-815: Aggabodhi VIII
- 815-831: Dappula II
- 831-833: Aggabodhi IX
- 833-853: Sena I
- 853-887: Sena II
- 887-898: Udaya II
- 898-914: Kassapa IV
- 914-923: Kassapa V
- 923-924: Dappula IV
- 924-935: Dappula V
- 935-938: Udaya II
- 938-946: Sena III
- 946-954: Udaya III (sous son règne Anurâdhapura est pillée par les Chola)
- 954-956: Sena IV
- 956-972: Mahinda IV
- 972-982: Sena V
- 982-1019: Mahinda V

## Occupation de l'Empire Chola

### SecondeDynastie Lambakanna
- 1019-1041: Kassapa VI
- 1041-1044: Mahalana Kitti
- 1044-1047: Vikkama Pandu
- 1043-1046: Jagatipala
- 1046-1048: Pârakkama Pandu
- 1048-1054: Lokissara
- 1054-1055: Kassapa VII

### Dynastie Chola
- 1017-1044: Rajendra Chola Ier
- 1018-1054: Rajadhiraja Chola (en)
- 1051-1063: Rajendra Chola II (en)
- 1063-1070: Virarajendra Chola (en)
- 1067-1070: Athirajendra Chola (en)

## Royaume de Polonnaruwa

### Dynastie de Vijayabahu
- 1055-1110: Vijayabahu I (installe sa capitale à Polonnaruva)
- 1110-1111: Jayabahu I
- 1111-1132: Vikramabahu I
- 1132-1153: Gajabahu II
- 1153-1186: Parakkamabahu I
- 1186-1187: Vijayabahu II
- 1187: Mahinda VI

### Dynastie Kalinga

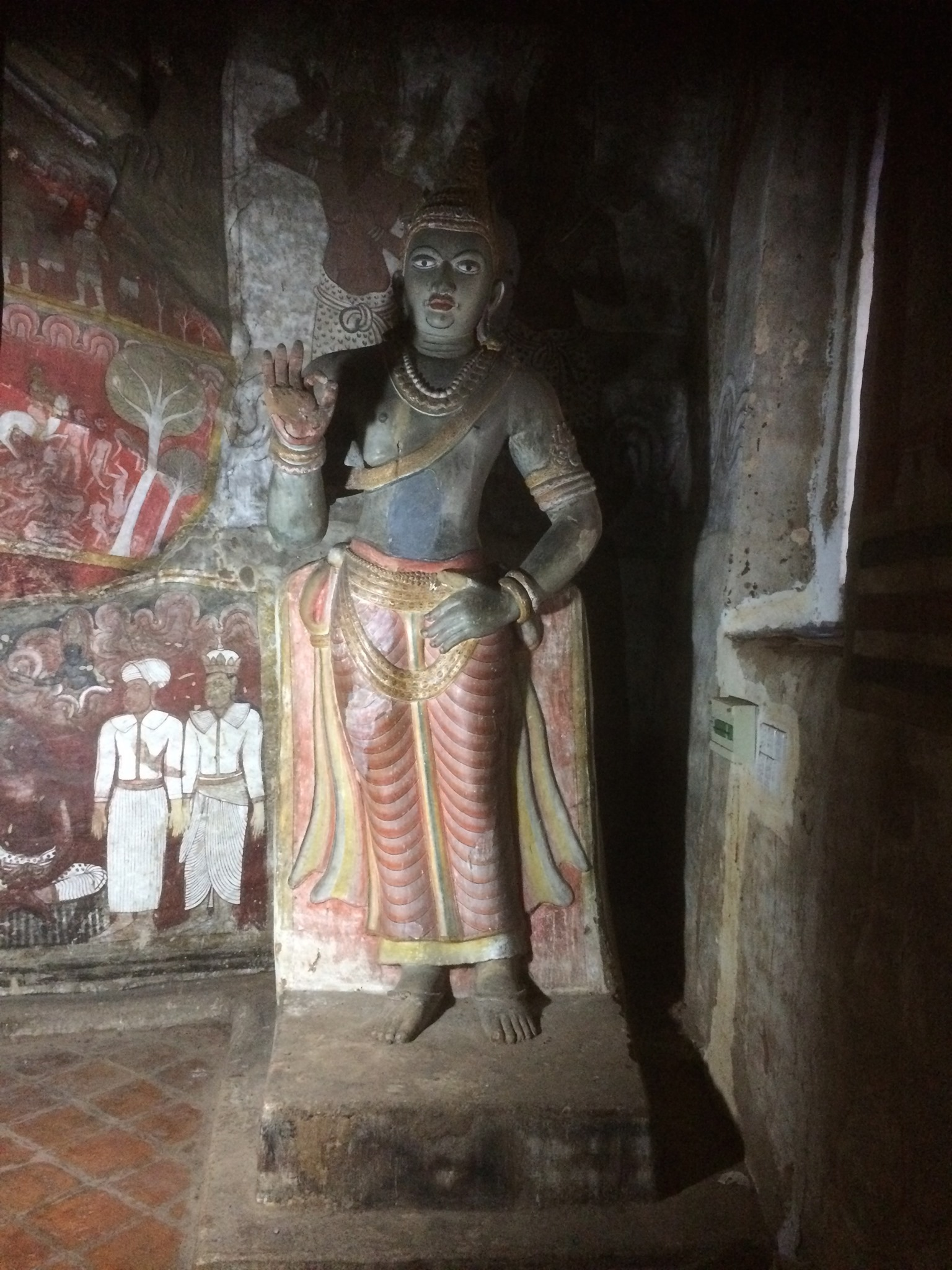
Statue de Nishshanka Malla à Dambulla

- 1187-1196: Nissanka Malla
- 1196: Vikramabahu II
- 1196-1197: Chodaganga

### Dynastie de Vijayabahu
- 1197-1200: Lilavati (première fois)

### Dynastie Kalinga
- 1200-1202: Sahassa Malla
- 1202-1208: Kalyanavati
- 1208-1209: Dharmasoka
- 1209: Anikanga Mahadipada

### Dynastie de Vijayabahu
- 1209-1210: Lilavati (deuxième fois)

### Dynastie de Lokissara
- 1210-1211: Lokissara

### Dynastie de Vijayabahu
- 1211-1212: Lilavati (troisième fois)

### Dynastie Pandyenne
- 1212-1215: Parakrama Pandya (s'installe à Kurunegala alors que le royaume se disloque)

### Dynastie Chodaganga
- 1215-1236: Magha (issu des Kalinga)

## Royaume de Dambadeniya

### Dynastie Siri Sanga Bo
- 1220-1236: Vijayabahu III (s'installe à Dambadeniya)
- 1236-1270: Parakramabahu II
- 1270-1272: Vijayabahu IV
- 1272-1285: Bhuvanaikabahu I (s'installe à Yapahuwa)
- 1287-1293: Parakramabahu III (retourne à Polonnaruva)
- 1293-1302: Bhuvanaikabahu II (s'installe à Kurunegala)
- 1302-1326: Parakramabahu IV
- 1326-1335: Bhuvanaikabahu III
- 1335-1341: Vijayabahu V

## Royaume de Gampola

### Dynastie Siri Sanga Bo
- 1341-1351: Bhuvanaikabahu IV (s'installe à Gampola)
- 1344-1359: Parakramabahu V
- 1357-1374: Vikramabâhu III
- 1372-1408: Bhuvanaikabâhu V
- 1391-1397: Vira Bahu II (s'installe à Raigama)
- 1397-1409: Vira Alakesvara (capturé par l'amiral Zheng He)
- 1409-1412: Parakrama Bahu Epa (intérimaire à Raigama)

## Royaume de Kotte

### Dynastie Siri Sanga Bo
- 1408-1467: Parâkkamabâhu VI (monte sur le trône à l'aide de l'amiral Zheng He)
- 1467-1470: Jayabâhu II (s'installe à Kotte)
- 1470-1478: Bhuvanaikabâhu VI
- 1478-1484: Parâkkamabâhu VII
- 1484-1508: Parâkkamabâhu VIII
- 1508-1521: Vijayabahu VII
- 1521-1551: Bhuvanaikabâhu VII
- 1551-1597: Dharmapala (baptisé sous le nom de Dom João s'installe à Colombo en 1565, fait don de son royaume par testament au Royaume du Portugal en 1580).

## Royaume de Sitawaka

### Dynastie Siri Sanga Bo
Dynastie parallèle fondée par un frère de Bhuvanaikabâhu VII
- 1496/1535-1581 : Mayadunne
- 1581-1593 : Rajasinha I

## Royaume de Kandy

### Dynastie Dinajara
- 1590-1604 : Vimaladharmasuriya I
- 1604-1635 : Senarat
- 1635-1687 : Râjasimha II
- 1687-1707 : Vimaladharma Surya II
- 1707-1739 : Vira Narendra Sinha

### Dynastie Kandy Nayakar
- 1739-1747 : Sri Vijaya Rajasinha
- 1747-1782 : Kirti Sri Rajasinha
- 1782-1798 : Sri Rajadhi Rajasinha
- 1798-1815 : Sri Vikrama Rajasinha

## Fin de la monarchie
En 1796, les Britanniques prennent le contrôle de toute l'île, et mettent fin à 2 millénaires de monarchie.